# Chip i Dale: Brygada RR (film)
Chip i Dale: Brygada RR (ang. Chip ’n Dale: Rescue Rangers) – amerykański film komediowy z 2022 roku, oparty na postaci Chipa i Dale’a i serialu animowanego pod tym samym tytułem.

## Obsada
- John Mulaney – Chip (głos)
- Andy Samberg – Dale (głos)
- KiKi Layne – Ellie Whitfield
- Will Arnett – Sweet Pete (głos)
- Eric Bana – Jack Roquefort (głos)
- Chris Parnell – Dave Bollinari
- Flula Borg – oficer LAPD Viper (głos)
- Keegan-Michael Key – Bjornson Cheesemonger (głos)
- Tress MacNeille –
  - Gadget Siekiera (głos)
  - piskliwy głos Chipa (głos)
- Tim Robinson –
  - Dr X-7400 (głos)
  - Brzydki Sonic (głos)
- Seth Rogen –
  - Bob,
  - Pumbaa (głos)
- J.K. Simmons – kapitan LAPD Putty
- Dennis Haysbert –
  - Jimmy (głos),
  - Bzyczek (głos)

- Corey Burton –
  - piskliwy głos Dale’a (głos)
  - bzyczący głos Bzyczka (głos)
- Charles Fleischer – Królik Roger (głos)
- Paula Abdul – ona sama

## Wersja polska
Reżyseria: Agnieszka Zwolińska-Składanowska

Dialogi: Michał Wojnarowski

Tekst piosenki: Filip Łobodziński

Kierownictwo muzyczne: Agnieszka Tomicka

Studio dubbingowe: IYUNO•SDI GROUP
W wersji polskiej udział wzięli:
- Bartosz Martyna – Chip
- Rafał Zawierucha – Dale
- Maria Sobocińska – Ellie Steckler
- Jakub Wieczorek –
  - Słodki Pete,
  - Pete
- Mateusz Narloch – Jack Roquefort
- Szymon Roszak – DJ Herzogenaruach
- Magdalena Krylik – Gadżet Siekiera
- Krzysztof Plewako-Szczerbiński – Brzydki Sonic
- Fabian Kocięcki – Bob Wiking
- Jacek Bończyk – Płomyk
- Szymon Kuśmider – Kapitan Plasterek
- Zbigniew Konopka –
  - Jimmy,
  - Homer Simpson
- Michał Meyer – Pan Bjornson
- Dariusz Odija – Bzyczek
- Piotr Gogol – Baloo
- Kosma Press – Młody Dale
- Krzysztof Tymiński – Młody Chip
- Piotr Bąk – Dave Bolinari
- Michał Konarski – Spaślak
- Bruno Owsikowski – Florek
- Anna Sroka-Hryń –
  - Tigra,
  - Bart Simpson

W pozostałych rolach:
- Łucja Dobrogowska – Ruda dziewczynka
- Katarzyna Domalewska
- Agata Harat
- Anna Wodzyńska –
  - Nauczycielka,
  - Fotografka,
  - Owca,
  - Żona Harolda,
  - Mama Chipa
- Krzysztof Banaszyk – Batman
- Wojciech Chorąży –
  - Agent,
  - Narrator reklamy Dezodorantu,
  - Spiker na FanConie,
  - Spiker telewizyjny,
  - E.T.,
  - Szczur,
  - B.O.B.,
  - Harold
- Andrzej Chudy – Agent Kuper
- Tomasz Jarosz – Brodacz
- Jacek Król –
  - Bruno,
  - Modliszka
- Damian Kulec – He-Man
- Cezary Kwieciński –
  - Szkieletor,
  - Pumba
- Tomasz Olejnik –
  - Królik Roger,
  - Reżyser,
  - Agent FBI
- Marcin Stec – Paul Rudd
- Bożena Furczyk –
  - Opiekunka wycieczki,
  - Agentka ubezpieczeń
- Józef Pawłowski –
  - Żaba,
  - Chłopak w garderobie,
  - Zagubiony chłopiec

i inni 
Wykonanie piosenek:
- Mieczysław Szcześniak (nagranie archiwalne)
- Rafał Zawierucha
- Bartosz Martyna
- Piotr Gogol
- Michał Meyer
- Kamil Bijoś
- Paweł Skiba
- Julia Chatys

Źródło: